# Liste des monuments historiques protégés en 1961
Cet article recense les monuments historiques français classés ou inscrits en 1961.

## Protections
| Édifice                                                               | Commune                     | Département             | Région                     | Protection | Base Mérimée                         | Coordonnées                        | Image |
| --------------------------------------------------------------------- | --------------------------- | ----------------------- | -------------------------- | ---------- | ------------------------------------ | ---------------------------------- | ----- |
| Château de Bourbon-l'Archambault                                      | Bourbon-l'Archambault       | Allier                  | Auvergne-Rhône-Alpes       | classé     | « PA00093011 », notice no PA00093011 | 46° 35′ 12″ nord, 3° 03′ 30″ est   |       |
| Château de Rochefort                                                  | Saint-Bonnet-de-Rochefort   | Allier                  | Auvergne-Rhône-Alpes       | inscrit    | « PA00093263 », notice no PA00093263 | 46° 08′ 07″ nord, 3° 07′ 48″ est   |       |
| Église Saint-Martin d'Augy                                            | Saint-Léopardin-d'Augy      | Allier                  | Auvergne-Rhône-Alpes       | classé     | « PA00093277 », notice no PA00093277 | 46° 41′ 01″ nord, 3° 06′ 17″ est   |       |
| Église Saint-Pierre                                                   | Trévol                      | Allier                  | Auvergne-Rhône-Alpes       | inscrit    | « PA00093323 », notice no PA00093323 | 46° 37′ 48″ nord, 3° 18′ 20″ est   |       |
| Tour de Porchères                                                     | Saint-Michel-l'Observatoire | Alpes-de-Haute-Provence | Provence-Alpes-Côte d'Azur | inscrit    | « PA00080473 », notice no PA00080473 | 43° 54′ 57″ nord, 5° 44′ 31″ est   |       |
| Basilique Saint-Michel-Archange et chapelle de l'Immaculée-Conception | Menton                      | Alpes-Maritimes         | Provence-Alpes-Côte d'Azur | inscrit    | « PA00080762 », notice no PA00080762 | 43° 46′ 37″ nord, 7° 30′ 26″ est   |       |
| Villa Furtado-Heine                                                   | Nice                        | Alpes-Maritimes         | Provence-Alpes-Côte d'Azur | inscrit    | « PA00080811 », notice no PA00080811 | 43° 41′ 38″ nord, 7° 15′ 09″ est   |       |
| Hôtel Bonnot de Villeurain                                            | Bourg-Saint-Andéol          | Ardèche                 | Auvergne-Rhône-Alpes       | inscrit    | « PA00116667 », notice no PA00116667 | 44° 22′ 14″ nord, 4° 38′ 44″ est   |       |
| Église Saint-Pierre-aux-Liens de Payzac                               | Payzac                      | Ardèche                 | Auvergne-Rhône-Alpes       | classé     | « PA00116740 », notice no PA00116740 | 44° 27′ 12″ nord, 4° 09′ 12″ est   |       |
| Statue-menhir de Lichessol                                            | Saint-Agrève                | Ardèche                 | Auvergne-Rhône-Alpes       | classé     | « PA00116770 », notice no PA00116770 |                                    |       |
| Église Notre-Dame de Luzenac                                          | Moulis                      | Ariège                  | Occitanie                  | classé     | « PA00093893 », notice no PA00093893 | 42° 57′ 15″ nord, 1° 04′ 47″ est   |       |
| Maison de l'Orfèvre                                                   | Troyes                      | Aube                    | Grand Est                  | classé     | « PA00078276 », notice no PA00078276 | 48° 17′ 48″ nord, 4° 04′ 24″ est   |       |
| Moulin à vent de Caunes                                               | Les Cassés                  | Aude                    | Occitanie                  | inscrit    | « PA00102621 », notice no PA00102621 | 43° 25′ 54″ nord, 1° 51′ 27″ est   |       |
| Oppidum du Cayla                                                      | Mailhac                     | Aude                    | Occitanie                  | classé     | « PA00102755 », notice no PA00102755 | 43° 18′ 35″ nord, 2° 49′ 21″ est   |       |
| Horreum                                                               | Narbonne                    | Aude                    | Occitanie                  | classé     | « PA00102798 », notice no PA00102798 | 43° 11′ 08″ nord, 3° 00′ 17″ est   |       |
| Église Saint-Étienne                                                  | Palaja                      | Aude                    | Occitanie                  | inscrit    | « PA00102846 », notice no PA00102846 | 43° 10′ 27″ nord, 2° 23′ 00″ est   |       |
| Église Saint-Saturnin                                                 | Pouzols-Minervois           | Aude                    | Occitanie                  | classé     | « PA00102865 », notice no PA00102865 | 43° 17′ 18″ nord, 2° 49′ 19″ est   |       |
| Pech Maho                                                             | Sigean                      | Aude                    | Occitanie                  | classé     | « PA00102905 », notice no PA00102905 | 43° 02′ 44″ nord, 2° 57′ 26″ est   |       |
| Abbaye Saint-Honorat                                                  | Tarascon                    | Bouches-du-Rhône        | Provence-Alpes-Côte d'Azur | inscrit    | « PA00081467 », notice no PA00081467 | 43° 48′ 23″ nord, 4° 39′ 21″ est   |       |
| Porte de la Condamine                                                 | Tarascon                    | Bouches-du-Rhône        | Provence-Alpes-Côte d'Azur | classé     | « PA00081484 », notice no PA00081484 | 43° 48′ 29″ nord, 4° 39′ 44″ est   |       |
| Église Notre-Dame de Guibray                                          | Falaise                     | Calvados                | Normandie                  | classé     | « PA00111311 », notice no PA00111311 | 48° 53′ 34″ nord, 0° 11′ 21″ ouest |       |
| Château de Saint-André-d'Hébertot                                     | Saint-André-d'Hébertot      | Calvados                | Normandie                  | classé     | « PA00111652 », notice no PA00111652 | 49° 18′ 48″ nord, 0° 16′ 52″ est   |       |
| Église Saint-Marcouf                                                  | Saint-Marcouf               | Calvados                | Normandie                  | classé     | « PA00111693 », notice no PA00111693 | 49° 15′ 05″ nord, 0° 59′ 26″ ouest |       |
| Château de Val                                                        | Lanobre                     | Cantal                  | Auvergne-Rhône-Alpes       | classé     | « PA00093524 », notice no PA00093524 | 45° 26′ 34″ nord, 2° 30′ 19″ est   |       |
| Église Saint-Sulpice de Chillac                                       | Chillac                     | Charente                | Nouvelle-Aquitaine         | inscrit    | « PA00104303 », notice no PA00104303 | 45° 21′ 53″ nord, 0° 04′ 53″ ouest |       |
| Château de Chillac                                                    | Chillac                     | Charente                | Nouvelle-Aquitaine         | inscrit    | « PA00104302 », notice no PA00104302 | 45° 21′ 53″ nord, 0° 04′ 52″ ouest |       |
| Hôtel                                                                 | Bourges                     | Cher                    | Centre-Val de Loire        | classé     | « PA00096690 », notice no PA00096690 | 47° 05′ 05″ nord, 2° 24′ 01″ est   |       |
| Château de Montigny-sur-Aube                                          | Montigny-sur-Aube           | Côte-d'Or               | Bourgogne-Franche-Comté    | inscrit    | « PA00112557 », notice no PA00112557 | 47° 57′ 10″ nord, 4° 46′ 41″ est   |       |
| Maison                                                                | Dinan                       | Côtes-d'Armor           | Bretagne                   | classé     | « PA00089081 », notice no PA00089081 | 48° 27′ 14″ nord, 2° 02′ 35″ ouest |       |
| Maison                                                                | Dinan                       | Côtes-d'Armor           | Bretagne                   | classé     | « PA00089101 », notice no PA00089101 | 48° 27′ 13″ nord, 2° 02′ 36″ ouest |       |
| Maison                                                                | Dinan                       | Côtes-d'Armor           | Bretagne                   | inscrit    | « PA00089105 », notice no PA00089105 | 48° 27′ 16″ nord, 2° 02′ 35″ ouest |       |
| Maison                                                                | Dinan                       | Côtes-d'Armor           | Bretagne                   | inscrit    | « PA00089112 », notice no PA00089112 | 48° 27′ 17″ nord, 2° 02′ 31″ ouest |       |
| Hôtel de Pontbriand                                                   | Dinan                       | Côtes-d'Armor           | Bretagne                   | inscrit    | « PA00089115 », notice no PA00089115 | 48° 27′ 16″ nord, 2° 02′ 39″ ouest |       |
| Maison                                                                | Dinan                       | Côtes-d'Armor           | Bretagne                   | inscrit    | « PA00089120 », notice no PA00089120 | 48° 27′ 13″ nord, 2° 02′ 41″ ouest |       |
| Maison                                                                | Dinan                       | Côtes-d'Armor           | Bretagne                   | classé     | « PA00089123 », notice no PA00089123 | 48° 27′ 21″ nord, 2° 02′ 26″ ouest |       |
| Maison                                                                | Dinan                       | Côtes-d'Armor           | Bretagne                   | classé     | « PA00089125 », notice no PA00089125 | 48° 27′ 22″ nord, 2° 02′ 26″ ouest |       |
| Maison                                                                | Dinan                       | Côtes-d'Armor           | Bretagne                   | inscrit    | « PA00089133 », notice no PA00089133 | 48° 27′ 23″ nord, 2° 02′ 20″ ouest |       |
| Maison                                                                | Dinan                       | Côtes-d'Armor           | Bretagne                   | inscrit    | « PA00089134 », notice no PA00089134 | 48° 27′ 23″ nord, 2° 02′ 20″ ouest |       |
| Maison                                                                | Dinan                       | Côtes-d'Armor           | Bretagne                   | classé     | « PA00089135 », notice no PA00089135 | 48° 27′ 23″ nord, 2° 02′ 19″ ouest |       |
| Maison                                                                | Dinan                       | Côtes-d'Armor           | Bretagne                   | classé     | « PA00089079 », notice no PA00089079 | 48° 27′ 13″ nord, 2° 02′ 37″ ouest |       |
| Maison de la Mère Pourcel                                             | Dinan                       | Côtes-d'Armor           | Bretagne                   | classé     | « PA00089080 », notice no PA00089080 | 48° 27′ 13″ nord, 2° 02′ 39″ ouest |       |
| Maison                                                                | Dinan                       | Côtes-d'Armor           | Bretagne                   | classé     | « PA00089082 », notice no PA00089082 | 48° 27′ 13″ nord, 2° 02′ 37″ ouest |       |
| Maison                                                                | Dinan                       | Côtes-d'Armor           | Bretagne                   | inscrit    | « PA00089087 », notice no PA00089087 | 48° 27′ 15″ nord, 2° 02′ 40″ ouest |       |
| Maison                                                                | Dinan                       | Côtes-d'Armor           | Bretagne                   | inscrit    | « PA00089088 », notice no PA00089088 | 48° 27′ 14″ nord, 2° 02′ 30″ ouest |       |
| Maison                                                                | Dinan                       | Côtes-d'Armor           | Bretagne                   | inscrit    | « PA00089090 », notice no PA00089090 | 48° 27′ 14″ nord, 2° 02′ 30″ ouest |       |
| Maison                                                                | Dinan                       | Côtes-d'Armor           | Bretagne                   | inscrit    | « PA00089091 », notice no PA00089091 | 48° 27′ 14″ nord, 2° 02′ 30″ ouest |       |
| Maison                                                                | Dinan                       | Côtes-d'Armor           | Bretagne                   | inscrit    | « PA00089097 », notice no PA00089097 | 48° 27′ 14″ nord, 2° 02′ 33″ ouest |       |
| Maison                                                                | Dinan                       | Côtes-d'Armor           | Bretagne                   | inscrit    | « PA00089108 », notice no PA00089108 | 48° 27′ 16″ nord, 2° 02′ 33″ ouest |       |
| Maison                                                                | Dinan                       | Côtes-d'Armor           | Bretagne                   | inscrit    | « PA00089111 », notice no PA00089111 | 48° 27′ 17″ nord, 2° 02′ 31″ ouest |       |
| Maison des Potiers                                                    | Dinan                       | Côtes-d'Armor           | Bretagne                   | inscrit    | « PA00089131 », notice no PA00089131 | 48° 27′ 24″ nord, 2° 02′ 21″ ouest |       |
| Maison d'Auguste Pavie                                                | Dinan                       | Côtes-d'Armor           | Bretagne                   | inscrit    | « PA00089136 », notice no PA00089136 | 48° 27′ 12″ nord, 2° 02′ 31″ ouest |       |
| Maison                                                                | Dinan                       | Côtes-d'Armor           | Bretagne                   | classé     | « PA00089083 », notice no PA00089083 | 48° 27′ 13″ nord, 2° 02′ 37″ ouest |       |
| Maison                                                                | Dinan                       | Côtes-d'Armor           | Bretagne                   | classé     | « PA00089084 », notice no PA00089084 | 48° 27′ 14″ nord, 2° 02′ 40″ ouest |       |
| Maison                                                                | Dinan                       | Côtes-d'Armor           | Bretagne                   | inscrit    | « PA00089085 », notice no PA00089085 | 48° 27′ 15″ nord, 2° 02′ 40″ ouest |       |
| Maison                                                                | Dinan                       | Côtes-d'Armor           | Bretagne                   | inscrit    | « PA00089092 », notice no PA00089092 | 48° 27′ 14″ nord, 2° 02′ 30″ ouest |       |
| Maison du Gisant                                                      | Dinan                       | Côtes-d'Armor           | Bretagne                   | classé     | « PA00089100 », notice no PA00089100 | 48° 27′ 11″ nord, 2° 02′ 36″ ouest |       |
| Maison                                                                | Dinan                       | Côtes-d'Armor           | Bretagne                   | classé     | « PA00089102 », notice no PA00089102 | 48° 27′ 13″ nord, 2° 02′ 37″ ouest |       |
| Maison                                                                | Dinan                       | Côtes-d'Armor           | Bretagne                   | inscrit    | « PA00089103 », notice no PA00089103 | 48° 27′ 16″ nord, 2° 02′ 35″ ouest |       |
| Maison                                                                | Dinan                       | Côtes-d'Armor           | Bretagne                   | inscrit    | « PA00089109 », notice no PA00089109 | 48° 27′ 16″ nord, 2° 02′ 32″ ouest |       |
| Maison                                                                | Dinan                       | Côtes-d'Armor           | Bretagne                   | inscrit    | « PA00089110 », notice no PA00089110 | 48° 27′ 16″ nord, 2° 02′ 32″ ouest |       |
| Maison                                                                | Dinan                       | Côtes-d'Armor           | Bretagne                   | inscrit    | « PA00089132 », notice no PA00089132 | 48° 27′ 23″ nord, 2° 02′ 21″ ouest |       |
| Maison                                                                | Dinan                       | Côtes-d'Armor           | Bretagne                   | inscrit    | « PA00089086 », notice no PA00089086 | 48° 27′ 15″ nord, 2° 02′ 40″ ouest |       |
| Maison                                                                | Dinan                       | Côtes-d'Armor           | Bretagne                   | inscrit    | « PA00089094 », notice no PA00089094 | 48° 27′ 13″ nord, 2° 02′ 40″ ouest |       |
| Maison                                                                | Dinan                       | Côtes-d'Armor           | Bretagne                   | classé     | « PA00089107 », notice no PA00089107 | 48° 27′ 16″ nord, 2° 02′ 35″ ouest |       |
| Maison                                                                | Dinan                       | Côtes-d'Armor           | Bretagne                   | inscrit    | « PA00089113 », notice no PA00089113 | 48° 27′ 17″ nord, 2° 02′ 31″ ouest |       |
| Maison                                                                | Dinan                       | Côtes-d'Armor           | Bretagne                   | inscrit    | « PA00089114 », notice no PA00089114 | 48° 27′ 17″ nord, 2° 02′ 30″ ouest |       |
| Maison                                                                | Dinan                       | Côtes-d'Armor           | Bretagne                   | inscrit    | « PA00089118 », notice no PA00089118 | 48° 27′ 13″ nord, 2° 02′ 40″ ouest |       |
| Maison                                                                | Dinan                       | Côtes-d'Armor           | Bretagne                   | classé     | « PA00089124 », notice no PA00089124 | 48° 27′ 21″ nord, 2° 02′ 26″ ouest |       |
| Maison                                                                | Dinan                       | Côtes-d'Armor           | Bretagne                   | classé     | « PA00089128 », notice no PA00089128 | 48° 27′ 24″ nord, 2° 02′ 20″ ouest |       |
| Maison                                                                | Dinan                       | Côtes-d'Armor           | Bretagne                   | classé     | « PA00089129 », notice no PA00089129 | 48° 27′ 24″ nord, 2° 02′ 20″ ouest |       |
| Maison                                                                | Dinan                       | Côtes-d'Armor           | Bretagne                   | inscrit    | « PA00089089 », notice no PA00089089 | 48° 27′ 14″ nord, 2° 02′ 30″ ouest |       |
| Maison                                                                | Dinan                       | Côtes-d'Armor           | Bretagne                   | inscrit    | « PA00089095 », notice no PA00089095 | 48° 27′ 13″ nord, 2° 02′ 41″ ouest |       |
| Maison                                                                | Dinan                       | Côtes-d'Armor           | Bretagne                   | inscrit    | « PA00089096 », notice no PA00089096 | 48° 27′ 12″ nord, 2° 02′ 42″ ouest |       |
| Maison                                                                | Dinan                       | Côtes-d'Armor           | Bretagne                   | inscrit    | « PA00089117 », notice no PA00089117 | 48° 27′ 13″ nord, 2° 02′ 44″ ouest |       |
| Maison                                                                | Dinan                       | Côtes-d'Armor           | Bretagne                   | inscrit    | « PA00089119 », notice no PA00089119 | 48° 27′ 13″ nord, 2° 02′ 40″ ouest |       |
| Maison                                                                | Dinan                       | Côtes-d'Armor           | Bretagne                   | inscrit    | « PA00089121 », notice no PA00089121 | 48° 27′ 13″ nord, 2° 02′ 41″ ouest |       |
| Maison                                                                | Dinan                       | Côtes-d'Armor           | Bretagne                   | inscrit    | « PA00089127 », notice no PA00089127 | 48° 27′ 22″ nord, 2° 02′ 25″ ouest |       |
| Maison                                                                | Dinan                       | Côtes-d'Armor           | Bretagne                   | inscrit    | « PA00089130 », notice no PA00089130 | 48° 27′ 24″ nord, 2° 02′ 22″ ouest |       |
| Motte féodale des Bourgs Heusas                                       | Pléven                      | Côtes-d'Armor           | Bretagne                   | classé     | « PA00089446 », notice no PA00089446 | 48° 29′ 06″ nord, 2° 18′ 48″ ouest |       |
| Allée couverte de l'Île Milliau                                       | Trébeurden                  | Côtes-d'Armor           | Bretagne                   | classé     | « PA00089668 », notice no PA00089668 | 48° 46′ 11″ nord, 3° 35′ 52″ ouest |       |
| Maison à pans de bois et encorbellement                               | Aubusson                    | Creuse                  | Nouvelle-Aquitaine         | inscrit    | « PA00099994 », notice no PA00099994 | 45° 57′ 28″ nord, 2° 10′ 20″ est   |       |
| Église Saint-Rémi de Mourioux-Vieilleville                            | Mourioux-Vieilleville       | Creuse                  | Nouvelle-Aquitaine         | inscrit    | « PA00100113 », notice no PA00100113 | 46° 04′ 36″ nord, 1° 38′ 42″ est   |       |
| Menhir dit Pierre Fitte                                               | Saint-Quentin-la-Chabanne   | Creuse                  | Nouvelle-Aquitaine         | inscrit    | « PA00100193 », notice no PA00100193 | 45° 51′ 45″ nord, 2° 08′ 02″ est   |       |
| Église Notre-Dame-du-Bourg                                            | Biron                       | Dordogne                | Nouvelle-Aquitaine         | classé     | « PA00082387 », notice no PA00082387 | 44° 37′ 49″ nord, 0° 52′ 25″ est   |       |
| Grotte de Bara-Bahau                                                  | Le Bugue                    | Dordogne                | Nouvelle-Aquitaine         | classé     | « PA00082413 », notice no PA00082413 | 44° 57′ 28″ nord, 0° 55′ 18″ est   |       |
| Remparts                                                              | Monpazier                   | Dordogne                | Nouvelle-Aquitaine         | inscrit    | « PA00082682 », notice no PA00082682 | 44° 40′ 48″ nord, 0° 53′ 46″ est   |       |
| Maison à couvert                                                      | Monpazier                   | Dordogne                | Nouvelle-Aquitaine         | classé     | « PA00082668 », notice no PA00082668 | 44° 40′ 47″ nord, 0° 53′ 40″ est   |       |
| Maison à couvert                                                      | Monpazier                   | Dordogne                | Nouvelle-Aquitaine         | classé     | « PA00082675 », notice no PA00082675 | 44° 40′ 48″ nord, 0° 53′ 39″ est   |       |
| Église Saint-Georges                                                  | Saint-Jory-las-Bloux        | Dordogne                | Nouvelle-Aquitaine         | inscrit    | « PA00082849 », notice no PA00082849 | 45° 21′ 45″ nord, 0° 57′ 53″ est   |       |
| Ancien Hôpital général de Sarlat                                      | Sarlat-la-Canéda            | Dordogne                | Nouvelle-Aquitaine         | inscrit    | « PA00082933 », notice no PA00082933 | 44° 53′ 33″ nord, 1° 12′ 51″ est   |       |
| Ancien Hôtel de Génis                                                 | Sarlat-la-Canéda            | Dordogne                | Nouvelle-Aquitaine         | inscrit    | « PA00082936 », notice no PA00082936 | 44° 53′ 19″ nord, 1° 13′ 00″ est   |       |
| Tour de la Croix des Pechs                                            | Sarlat-la-Canéda            | Dordogne                | Nouvelle-Aquitaine         | inscrit    | « PA00082988 », notice no PA00082988 | 44° 53′ 07″ nord, 1° 14′ 10″ est   |       |
| Construction en avant de l'église Saint-Bénigne de Pontarlier         | Pontarlier                  | Doubs                   | Bourgogne-Franche-Comté    | inscrit    | « PA00101708 », notice no PA00101708 | 46° 54′ 09″ nord, 6° 21′ 24″ est   |       |
| Château de Sainte-Geneviève-des-Bois                                  | Sainte-Geneviève-des-Bois   | Essonne                 | Île-de-France              | inscrit    | « PA00088002 », notice no PA00088002 | 48° 38′ 23″ nord, 2° 19′ 55″ est   |       |
| Église Saint-Pierre d'Aizier                                          | Aizier                      | Eure                    | Normandie                  | inscrit    | « PA00099296 », notice no PA00099296 | 49° 25′ 51″ nord, 0° 37′ 35″ est   |       |
| Croix de cimetière de Bosc-Bénard-Crescy                              | Bosc-Bénard-Crescy          | Eure                    | Normandie                  | inscrit    | « PA00099350 », notice no PA00099350 | 49° 19′ 06″ nord, 0° 51′ 13″ est   |       |
| Église Saint-Ouen de Bouchevilliers                                   | Bouchevilliers              | Eure                    | Normandie                  | classé     | « PA00099351 », notice no PA00099351 | 49° 24′ 03″ nord, 1° 42′ 28″ est   |       |
| Église Saint-Ouen d'Infreville                                        | Bourgtheroulde-Infreville   | Eure                    | Normandie                  | inscrit    | « PA00099356 », notice no PA00099356 | 49° 18′ 37″ nord, 0° 52′ 14″ est   |       |
| Église Notre-Dame de Bretagnolles                                     | Bretagnolles                | Eure                    | Normandie                  | inscrit    | « PA00099359 », notice no PA00099359 | 48° 57′ 08″ nord, 1° 21′ 17″ est   |       |
| Croix de Caumont                                                      | Caumont                     | Eure                    | Normandie                  | inscrit    | « PA00099367 », notice no PA00099367 | 49° 21′ 59″ nord, 0° 53′ 56″ est   |       |
| Manoir de Chauvincourt                                                | Chauvincourt-Provemont      | Eure                    | Normandie                  | inscrit    | « PA00099373 », notice no PA00099373 | 49° 16′ 48″ nord, 1° 38′ 21″ est   |       |
| Église Notre-Dame de Dame-Marie                                       | Dame-Marie                  | Eure                    | Normandie                  | inscrit    | « PA00099384 », notice no PA00099384 | 48° 48′ 21″ nord, 0° 59′ 46″ est   |       |
| Église Saint-Samson d'Étréville                                       | Étréville                   | Eure                    | Normandie                  | inscrit    | « PA00099399 », notice no PA00099399 | 49° 22′ 17″ nord, 0° 38′ 57″ est   |       |
| Église Sainte-Geneviève du Favril                                     | Le Favril                   | Eure                    | Normandie                  | inscrit    | « PA00099411 », notice no PA00099411 | 49° 10′ 56″ nord, 0° 31′ 56″ est   |       |
| Église Saint-Éloi du Fidelaire                                        | Le Fidelaire                | Eure                    | Normandie                  | inscrit    | « PA00099416 », notice no PA00099416 | 48° 57′ 00″ nord, 0° 48′ 54″ est   |       |
| Église Saint-Sulpice de Forêt-la-Folie                                | Forêt-la-Folie              | Eure                    | Normandie                  | inscrit    | « PA00099420 », notice no PA00099420 | 49° 13′ 25″ nord, 1° 31′ 46″ est   |       |
| Église Saint-Nicolas de Louye                                         | Louye                       | Eure                    | Normandie                  | inscrit    | « PA00099474 », notice no PA00099474 | 48° 47′ 54″ nord, 1° 19′ 04″ est   |       |
| Manoir-ferme du Mesnil-Jourdain                                       | Le Mesnil-Jourdain          | Eure                    | Normandie                  | inscrit    | « PA00099487 », notice no PA00099487 | 49° 10′ 37″ nord, 1° 06′ 42″ est   |       |
| Église Notre-Dame du Mesnil-Jourdain                                  | Le Mesnil-Jourdain          | Eure                    | Normandie                  | classé     | « PA00099486 », notice no PA00099486 | 49° 10′ 37″ nord, 1° 06′ 44″ est   |       |
| Croix de cimetière de Notre-Dame-d'Épine                              | Notre-Dame-d'Épine          | Eure                    | Normandie                  | inscrit    | « PA00099504 », notice no PA00099504 | 49° 11′ 51″ nord, 0° 36′ 05″ est   |       |
| Croix de Perriers-sur-Andelle                                         | Perriers-sur-Andelle        | Eure                    | Normandie                  | inscrit    | « PA00099506 », notice no PA00099506 | 49° 24′ 54″ nord, 1° 22′ 18″ est   |       |
| Église Saint-Sulpice de Plasnes                                       | Plasnes                     | Eure                    | Normandie                  | inscrit    | « PA00099511 », notice no PA00099511 | 49° 08′ 09″ nord, 0° 37′ 22″ est   |       |
| Église Sainte-Opportune de Sainte-Opportune-la-Campagne               | Le Plessis-Sainte-Opportune | Eure                    | Normandie                  | inscrit    | « PA00099513 », notice no PA00099513 | 49° 05′ 16″ nord, 0° 51′ 33″ est   |       |
| Église Saint-Cyr-et-Sainte-Julitte de Saint-Cyr-de-Salerne            | Saint-Cyr-de-Salerne        | Eure                    | Normandie                  | inscrit    | « PA00099545 », notice no PA00099545 | 49° 11′ 03″ nord, 0° 39′ 38″ est   |       |
| Église Saint-Ouen de Saint-Ouen-d'Attez                               | Saint-Ouen-d'Attez          | Eure                    | Normandie                  | inscrit    | « PA00099563 », notice no PA00099563 | 48° 48′ 12″ nord, 0° 57′ 17″ est   |       |
| Église Notre-Dame-de-Grâce                                            | Saint-Pierre-de-Bailleul    | Eure                    | Normandie                  | inscrit    | « PA00099568 », notice no PA00099568 | 49° 07′ 22″ nord, 1° 23′ 26″ est   |       |
| Croix de cimetière de Selles                                          | Selles                      | Eure                    | Normandie                  | inscrit    | « PA00099574 », notice no PA00099574 | 49° 18′ 07″ nord, 0° 30′ 23″ est   |       |
| Église Notre-Dame de Selles                                           | Selles                      | Eure                    | Normandie                  | inscrit    | « PA00099575 », notice no PA00099575 | 49° 18′ 08″ nord, 0° 30′ 25″ est   |       |
| Croix de cimetière du Thuit-Anger                                     | Le Thuit-Anger              | Eure                    | Normandie                  | inscrit    | « PA00099582 », notice no PA00099582 | 49° 16′ 36″ nord, 0° 58′ 09″ est   |       |
| Église Saint-Ouen du Thuit-Signol                                     | Le Thuit-Signol             | Eure                    | Normandie                  | inscrit    | « PA00099584 », notice no PA00099584 | 49° 15′ 56″ nord, 0° 56′ 20″ est   |       |
| Croix du Thuit-Signol                                                 | Le Thuit-Signol             | Eure                    | Normandie                  | inscrit    | « PA00099583 », notice no PA00099583 | 49° 15′ 56″ nord, 0° 56′ 18″ est   |       |
| Église Saint-Martin de Tilleul-Dame-Agnès                             | Tilleul-Dame-Agnès          | Eure                    | Normandie                  | inscrit    | « PA00099585 », notice no PA00099585 | 49° 00′ 12″ nord, 0° 53′ 27″ est   |       |
| Église Saint-Germain du Tilleul-Othon                                 | Le Tilleul-Othon            | Eure                    | Normandie                  | inscrit    | « PA00099586 », notice no PA00099586 | 49° 06′ 54″ nord, 0° 47′ 22″ est   |       |
| Croix de La Trinité-de-Thouberville                                   | La Trinité-de-Thouberville  | Eure                    | Normandie                  | inscrit    | « PA00099592 », notice no PA00099592 | 49° 21′ 56″ nord, 0° 52′ 32″ est   |       |
| Maison                                                                | Verneuil-sur-Avre           | Eure                    | Normandie                  | inscrit    | « PA00099606 », notice no PA00099606 | 48° 44′ 18″ nord, 0° 55′ 45″ est   |       |
| Maison                                                                | Verneuil-sur-Avre           | Eure                    | Normandie                  | inscrit    | « PA00099609 », notice no PA00099609 | 48° 44′ 15″ nord, 0° 55′ 47″ est   |       |
| Maison                                                                | Verneuil-sur-Avre           | Eure                    | Normandie                  | inscrit    | « PA00099607 », notice no PA00099607 | 48° 44′ 17″ nord, 0° 55′ 46″ est   |       |
| Maison                                                                | Verneuil-sur-Avre           | Eure                    | Normandie                  | inscrit    | « PA00099605 », notice no PA00099605 | 48° 44′ 18″ nord, 0° 55′ 44″ est   |       |
| Porte                                                                 | Chartres                    | Eure-et-Loir            | Centre-Val de Loire        | inscrit    | « PA00097018 », notice no PA00097018 | 48° 26′ 41″ nord, 1° 29′ 34″ est   |       |
| Maison de Tante Léonie                                                | Illiers-Combray             | Eure-et-Loir            | Centre-Val de Loire        | classé     | « PA00097125 », notice no PA00097125 | 48° 17′ 59″ nord, 1° 14′ 37″ est   |       |
| Église Saint-Étienne-et-Sainte-Madeleine                              | Le Puiset                   | Eure-et-Loir            | Centre-Val de Loire        | classé     | « PA00097188 », notice no PA00097188 | 48° 12′ 35″ nord, 1° 51′ 57″ est   |       |
| Menhir de Lannoulouarn                                                | Plouguin                    | Finistère               | Bretagne                   | classé     | « PA00090251 », notice no PA00090251 | 48° 33′ 05″ nord, 4° 35′ 14″ ouest |       |
| Menhir de Roquinarc'h                                                 | Saint-Rivoal                | Finistère               | Bretagne                   | classé     | « PA00090436 », notice no PA00090436 | 48° 21′ 20″ nord, 3° 57′ 59″ ouest |       |
| Église Saint-Vincent de Cros                                          | Cros                        | Gard                    | Occitanie                  | inscrit    | « PA00103052 », notice no PA00103052 | 43° 59′ 14″ nord, 3° 50′ 14″ est   |       |
| Château de Lavardens                                                  | Lavardens                   | Gers                    | Occitanie                  | classé     | « PA00094836 », notice no PA00094836 | 43° 45′ 39″ nord, 0° 30′ 39″ est   |       |
| Église Saint-Pierre de Tournecoupe                                    | Tournecoupe                 | Gers                    | Occitanie                  | inscrit    | « PA00094954 », notice no PA00094954 | 43° 51′ 50″ nord, 0° 48′ 35″ est   |       |
| Église Notre-Dame de Bagas                                            | Bagas                       | Gironde                 | Nouvelle-Aquitaine         | inscrit    | « PA00083120 », notice no PA00083120 | 44° 37′ 29″ nord, 0° 03′ 29″ ouest |       |
| Hôtel des Douanes                                                     | Bordeaux                    | Gironde                 | Nouvelle-Aquitaine         | classé     | « PA00083193 », notice no PA00083193 | 44° 50′ 27″ nord, 0° 34′ 11″ ouest |       |
| Hôtel de Poissac                                                      | Bordeaux                    | Gironde                 | Nouvelle-Aquitaine         | classé     | « PA00083205 », notice no PA00083205 | 44° 50′ 16″ nord, 0° 34′ 54″ ouest |       |
| Église Sainte-Eulalie de Lignan-de-Bordeaux                           | Lignan-de-Bordeaux          | Gironde                 | Nouvelle-Aquitaine         | inscrit    | « PA00083600 », notice no PA00083600 | 44° 47′ 47″ nord, 0° 25′ 41″ ouest |       |
| Hôtel de ville                                                        | Mulhouse                    | Haut-Rhin               | Grand Est                  | classé     | « PA00085528 », notice no PA00085528 | 47° 44′ 48″ nord, 7° 20′ 21″ est   |       |
| Hôtel Caulet-Resseguier                                               | Toulouse                    | Haute-Garonne           | Occitanie                  | inscrit    | « PA00094540 », notice no PA00094540 | 43° 36′ 13″ nord, 1° 26′ 46″ est   |       |
| Chapelle des Pénitents Noirs de Toulouse                              | Toulouse                    | Haute-Garonne           | Occitanie                  | inscrit    | « PA00094501 », notice no PA00094501 | 43° 36′ 13″ nord, 1° 26′ 51″ est   |       |
| Porte Vauraise                                                        | Verfeil                     | Haute-Garonne           | Occitanie                  | inscrit    | « PA00094658 », notice no PA00094658 | 43° 39′ 25″ nord, 1° 39′ 42″ est   |       |
| Château de l'Espinasse                                                | Saint-Beauzire              | Haute-Loire             | Auvergne-Rhône-Alpes       | inscrit    | « PA00092832 », notice no PA00092832 | 45° 15′ 53″ nord, 3° 16′ 49″ est   |       |
| Château de Saint-Remy                                                 | Saint-Rémy-en-Comté         | Haute-Saône             | Bourgogne-Franche-Comté    | classé     | « PA00102269 », notice no PA00102269 | 47° 49′ 51″ nord, 6° 05′ 28″ est   |       |
| Opéra de Rennes, théâtre et immeubles dits Galeries du Théâtre        | Rennes                      | Ille-et-Vilaine         | Bretagne                   | classé     | « PA00090754 », notice no PA00090754 | 48° 06′ 40″ nord, 1° 40′ 43″ ouest |       |
| Château du Rocher-Portail                                             | Saint-Brice-en-Coglès       | Ille-et-Vilaine         | Bretagne                   | classé     | « PA00090768 », notice no PA00090768 | 48° 26′ 04″ nord, 1° 21′ 27″ ouest |       |
| Maison                                                                | Loches                      | Indre-et-Loire          | Centre-Val de Loire        | inscrit    | « PA00097837 », notice no PA00097837 | 47° 07′ 37″ nord, 0° 59′ 54″ est   |       |
| La Gruette                                                            | Saint-Cyr-sur-Loire         | Indre-et-Loire          | Centre-Val de Loire        | classé     | « PA00098069 », notice no PA00098069 | 47° 24′ 10″ nord, 0° 39′ 16″ est   |       |
| Église Saint-Maixent de Veigné                                        | Veigné                      | Indre-et-Loire          | Centre-Val de Loire        | inscrit    | « PA00098273 », notice no PA00098273 | 47° 17′ 16″ nord, 0° 44′ 12″ est   |       |
| Couvent des Augustins                                                 | Crémieu                     | Isère                   | Auvergne-Rhône-Alpes       | classé     | « PA00117153 », notice no PA00117153 | 45° 43′ 29″ nord, 5° 15′ 02″ est   |       |
| Fontaine                                                              | Mens                        | Isère                   | Auvergne-Rhône-Alpes       | inscrit    | « PA00117217 », notice no PA00117217 | 44° 49′ 04″ nord, 5° 45′ 07″ est   |       |
| Fontaine                                                              | Mens                        | Isère                   | Auvergne-Rhône-Alpes       | inscrit    | « PA00117216 », notice no PA00117216 | 44° 49′ 06″ nord, 5° 45′ 04″ est   |       |
| Fontaine                                                              | Mens                        | Isère                   | Auvergne-Rhône-Alpes       | inscrit    | « PA00117218 », notice no PA00117218 | 44° 49′ 01″ nord, 5° 45′ 02″ est   |       |
| Halle de Mens                                                         | Mens                        | Isère                   | Auvergne-Rhône-Alpes       | inscrit    | « PA00117219 », notice no PA00117219 | 44° 49′ 06″ nord, 5° 45′ 04″ est   |       |
| Ferme des Loives                                                      | Roybon                      | Isère                   | Auvergne-Rhône-Alpes       | classé     | « PA00117244 », notice no PA00117244 | 45° 15′ 42″ nord, 5° 11′ 48″ est   |       |
| Église Saint-Martin de Nanc-lès-Saint-Amour                           | Les Trois Châteaux          | Jura                    | Bourgogne-Franche-Comté    | inscrit    | « PA00101970 », notice no PA00101970 | 46° 25′ 28″ nord, 5° 21′ 27″ est   |       |
| Château du Fresne                                                     | Authon                      | Loir-et-Cher            | Centre-Val de Loire        | classé     | « PA00098325 », notice no PA00098325 | 47° 39′ 59″ nord, 0° 52′ 40″ est   |       |
| Église Saint-Jean-Baptiste de Bonneveau                               | Bonneveau                   | Loir-et-Cher            | Centre-Val de Loire        | classé     | « PA00098395 », notice no PA00098395 | 47° 48′ 44″ nord, 0° 44′ 59″ est   |       |
| Château de Cour-sur-Loire                                             | Cour-sur-Loire              | Loir-et-Cher            | Centre-Val de Loire        | inscrit    | « PA00098425 », notice no PA00098425 | 47° 39′ 01″ nord, 1° 25′ 34″ est   |       |
| Église Saint-Barthélémy d'Orchaise                                    | Valencisse                  | Loir-et-Cher            | Centre-Val de Loire        | inscrit    | « PA00098540 », notice no PA00098540 | 47° 35′ 21″ nord, 1° 12′ 00″ est   |       |
| Château de Saint-Marcel-de-Félines                                    | Saint-Marcel-de-Félines     | Loire                   | Auvergne-Rhône-Alpes       | classé     | « PA00117643 », notice no PA00117643 | 45° 52′ 10″ nord, 4° 11′ 28″ est   |       |
| Château de la Rivière                                                 | Châtenoy                    | Loiret                  | Centre-Val de Loire        | inscrit    | « PA00098743 », notice no PA00098743 | 47° 55′ 33″ nord, 2° 25′ 11″ est   |       |
| Château de la Ferté de La Ferté-Saint-Aubin                           | La Ferté-Saint-Aubin        | Loiret                  | Centre-Val de Loire        | classé     | « PA00098776 », notice no PA00098776 | 47° 43′ 35″ nord, 1° 56′ 36″ est   |       |
| Maison                                                                | Meung-sur-Loire             | Loiret                  | Centre-Val de Loire        | inscrit    | « PA00098820 », notice no PA00098820 | 47° 49′ 32″ nord, 1° 41′ 39″ est   |       |
| Château de La Coste                                                   | Grézels                     | Lot                     | Occitanie                  | inscrit    | « PA00095107 », notice no PA00095107 | 44° 28′ 37″ nord, 1° 09′ 28″ est   |       |
| Château de Fournels                                                   | Fournels                    | Lozère                  | Occitanie                  | inscrit    | « PA00103821 », notice no PA00103821 | 44° 49′ 07″ nord, 3° 07′ 22″ est   |       |
| Abbaye Saint-Nicolas                                                  | Angers                      | Maine-et-Loire          | Pays de la Loire           | inscrit    | « PA00108862 », notice no PA00108862 | 47° 28′ 30″ nord, 0° 34′ 34″ ouest |       |
| Maison dite de la Tour                                                | Angers                      | Maine-et-Loire          | Pays de la Loire           | classé     | « PA00108903 », notice no PA00108903 | 47° 28′ 15″ nord, 0° 33′ 28″ ouest |       |
| Château de Baugé                                                      | Baugé-en-Anjou              | Maine-et-Loire          | Pays de la Loire           | classé     | « PA00108956 », notice no PA00108956 | 47° 32′ 29″ nord, 0° 06′ 07″ ouest |       |
| Dolmen du Champ du Ruisseau                                           | Champtocé-sur-Loire         | Maine-et-Loire          | Pays de la Loire           | classé     | « PA00109018 », notice no PA00109018 | 47° 27′ 33″ nord, 0° 54′ 11″ ouest |       |
| Château de Pignerolle                                                 | Saint-Barthélemy-d'Anjou    | Maine-et-Loire          | Pays de la Loire           | classé     | « PA00109254 », notice no PA00109254 | 47° 28′ 12″ nord, 0° 28′ 26″ ouest |       |
| Abbaye de Saint-Georges-sur-Loire                                     | Saint-Georges-sur-Loire     | Maine-et-Loire          | Pays de la Loire           | inscrit    | « PA00109268 », notice no PA00109268 | 47° 24′ 30″ nord, 0° 45′ 41″ ouest |       |
| Église Saint-Candide                                                  | Picauville                  | Manche                  | Normandie                  | classé     | « PA00110537 », notice no PA00110537 | 49° 22′ 45″ nord, 1° 24′ 02″ ouest |       |
| Fontaine d'Avize                                                      | Avize                       | Marne                   | Grand Est                  | classé     | « PA00078577 », notice no PA00078577 | 48° 58′ 11″ nord, 4° 00′ 27″ est   |       |
| Grotte de Saran IV                                                    | Chouilly                    | Marne                   | Grand Est                  | classé     | « PA00078668 », notice no PA00078668 | 48° 59′ 54″ nord, 4° 00′ 33″ est   |       |
| Château d'Esternay                                                    | Esternay                    | Marne                   | Grand Est                  | inscrit    | « PA00078704 », notice no PA00078704 | 48° 43′ 50″ nord, 3° 34′ 27″ est   |       |
| Allée couverte de la Tardivière                                       | Ernée                       | Mayenne                 | Pays de la Loire           | classé     | « PA00109502 », notice no PA00109502 | 48° 19′ 44″ nord, 0° 54′ 51″ ouest |       |
| Château de Bailleul-sur-Thérain                                       | Bailleul-sur-Thérain        | Oise                    | Hauts-de-France            | inscrit    | « PA00114492 », notice no PA00114492 | 49° 23′ 06″ nord, 2° 12′ 47″ est   |       |
| Chapelle de Châteaurouge                                              | Cauvigny                    | Oise                    | Hauts-de-France            | classé     | « PA00114569 », notice no PA00114569 | 49° 17′ 51″ nord, 2° 15′ 43″ est   |       |
| Hôtel de Vigny                                                        | 3e arrondissement de Paris  | Paris                   | Île-de-France              | inscrit    | « PA00086161 », notice no PA00086161 | 48° 51′ 31″ nord, 2° 21′ 47″ est   |       |
| Hôtel Lemarié d'Aubigny                                               | 3e arrondissement de Paris  | Paris                   | Île-de-France              | inscrit    | « PA00086142 », notice no PA00086142 | 48° 51′ 33″ nord, 2° 21′ 36″ est   |       |
| Hôtel du Lude                                                         | 3e arrondissement de Paris  | Paris                   | Île-de-France              | inscrit    | « PA00086146 », notice no PA00086146 | 48° 51′ 31″ nord, 2° 21′ 45″ est   |       |
| Hôtel Thirioux d'Arconville                                           | 3e arrondissement de Paris  | Paris                   | Île-de-France              | inscrit    | « PA00086158 », notice no PA00086158 | 48° 51′ 39″ nord, 2° 21′ 32″ est   |       |
| Immeuble                                                              | 3e arrondissement de Paris  | Paris                   | Île-de-France              | inscrit    | « PA00086210 », notice no PA00086210 | 48° 51′ 22″ nord, 2° 22′ 03″ est   |       |
| Fontaine Popincourt                                                   | 3e arrondissement de Paris  | Paris                   | Île-de-France              | inscrit    | « PA00086116 », notice no PA00086116 | 48° 51′ 27″ nord, 2° 21′ 48″ est   |       |
| Hôtel de Bonneval                                                     | 3e arrondissement de Paris  | Paris                   | Île-de-France              | inscrit    | « PA00086122 », notice no PA00086122 | 48° 51′ 32″ nord, 2° 21′ 45″ est   |       |
| Hôtel de Bondeville                                                   | 3e arrondissement de Paris  | Paris                   | Île-de-France              | inscrit    | « PA00086121 », notice no PA00086121 | 48° 51′ 41″ nord, 2° 21′ 27″ est   |       |
| Hôtel de Croisilles                                                   | 3e arrondissement de Paris  | Paris                   | Île-de-France              | inscrit    | « PA00086127 », notice no PA00086127 | 48° 51′ 31″ nord, 2° 21′ 47″ est   |       |
| Hôtel de Marle                                                        | 3e arrondissement de Paris  | Paris                   | Île-de-France              | inscrit    | « PA00086147 », notice no PA00086147 | 48° 51′ 30″ nord, 2° 21′ 45″ est   |       |
| Hôtel de Vouvray                                                      | 3e arrondissement de Paris  | Paris                   | Île-de-France              | inscrit    | « PA00086164 », notice no PA00086164 | 48° 51′ 31″ nord, 2° 21′ 49″ est   |       |
| Immeuble                                                              | 3e arrondissement de Paris  | Paris                   | Île-de-France              | inscrit    | « PA00086167 », notice no PA00086167 | 48° 51′ 49″ nord, 2° 21′ 27″ est   |       |
| Hôtel Beaubrun                                                        | 3e arrondissement de Paris  | Paris                   | Île-de-France              | inscrit    | « PA00086169 », notice no PA00086169 | 48° 51′ 44″ nord, 2° 21′ 20″ est   |       |
| Hôtel Le Ferron                                                       | 3e arrondissement de Paris  | Paris                   | Île-de-France              | inscrit    | « PA00086140 », notice no PA00086140 | 48° 51′ 40″ nord, 2° 21′ 32″ est   |       |
| Hôtel Mégret de Sérilly                                               | 3e arrondissement de Paris  | Paris                   | Île-de-France              | inscrit    | « PA00086148 », notice no PA00086148 | 48° 51′ 39″ nord, 2° 21′ 46″ est   |       |
| Hôtel de Vitry (ancien)                                               | 3e arrondissement de Paris  | Paris                   | Île-de-France              | inscrit    | « PA00086162 », notice no PA00086162 | 48° 51′ 26″ nord, 2° 21′ 56″ est   |       |
| Immeuble                                                              | 3e arrondissement de Paris  | Paris                   | Île-de-France              | inscrit    | « PA00086168 », notice no PA00086168 | 48° 51′ 44″ nord, 2° 21′ 21″ est   |       |
| Hôtel de Coulanges                                                    | 4e arrondissement de Paris  | Paris                   | Île-de-France              | inscrit    | « PA00086301 », notice no PA00086301 | 48° 51′ 27″ nord, 2° 21′ 37″ est   |       |
| Hôtel des Parlementaires de la Fronde                                 | 4e arrondissement de Paris  | Paris                   | Île-de-France              | inscrit    | « PA00086309 », notice no PA00086309 | 48° 51′ 08″ nord, 2° 21′ 45″ est   |       |
| Couvent des Bénédictins anglais - Schola Cantorum                     | 5e arrondissement de Paris  | Paris                   | Île-de-France              | inscrit    | « PA00088480 », notice no PA00088480 | 48° 50′ 30″ nord, 2° 20′ 29″ est   |       |
| Immeuble                                                              | 6e arrondissement de Paris  | Paris                   | Île-de-France              | inscrit    | « PA00088635 », notice no PA00088635 | 48° 51′ 17″ nord, 2° 20′ 13″ est   |       |
| Hôtel de Richepanse                                                   | 7e arrondissement de Paris  | Paris                   | Île-de-France              | classé     | « PA00088731 », notice no PA00088731 | 48° 50′ 55″ nord, 2° 18′ 53″ est   |       |
| Hôtel de Roquelaure                                                   | 7e arrondissement de Paris  | Paris                   | Île-de-France              | classé     | « PA00088733 », notice no PA00088733 | 48° 51′ 26″ nord, 2° 19′ 29″ est   |       |
| Immeuble                                                              | 8e arrondissement de Paris  | Paris                   | Île-de-France              | classé     | « PA00088865 », notice no PA00088865 | 48° 52′ 05″ nord, 2° 19′ 25″ est   |       |
| Église Notre-Dame de Comps                                            | Les Ancizes-Comps           | Puy-de-Dôme             | Auvergne-Rhône-Alpes       | classé     | « PA00091861 », notice no PA00091861 | 45° 56′ 45″ nord, 2° 47′ 30″ est   |       |
| Église Saint-Pierre de Biollet                                        | Biollet                     | Puy-de-Dôme             | Auvergne-Rhône-Alpes       | classé     | « PA00091917 », notice no PA00091917 | 45° 59′ 34″ nord, 2° 40′ 56″ est   |       |
| Église Saint-Genès des Carmes                                         | Clermont-Ferrand            | Puy-de-Dôme             | Auvergne-Rhône-Alpes       | inscrit    | « PA00091990 », notice no PA00091990 | 45° 46′ 36″ nord, 3° 05′ 16″ est   |       |
| Croix du Tonneau                                                      | Combronde                   | Puy-de-Dôme             | Auvergne-Rhône-Alpes       | classé     | « PA00092082 », notice no PA00092082 | 45° 58′ 58″ nord, 3° 05′ 17″ est   |       |
| Église Saint-Blaise de Dore-l'Église                                  | Dore-l'Église               | Puy-de-Dôme             | Auvergne-Rhône-Alpes       | inscrit    | « PA00092113 », notice no PA00092113 | 45° 22′ 57″ nord, 3° 45′ 09″ est   |       |
| Église Notre-Dame d'Olliergues                                        | Olliergues                  | Puy-de-Dôme             | Auvergne-Rhône-Alpes       | inscrit    | « PA00092222 », notice no PA00092222 | 45° 40′ 34″ nord, 3° 38′ 07″ est   |       |
| Église Saint-Martin d'Yronde                                          | Yronde-et-Buron             | Puy-de-Dôme             | Auvergne-Rhône-Alpes       | classé     | « PA00092481 », notice no PA00092481 | 45° 36′ 48″ nord, 3° 15′ 20″ est   |       |
| Tumulus du camp de Gurs                                               | Dognen                      | Pyrénées-Atlantiques    | Nouvelle-Aquitaine         | inscrit    | « PA00084384 », notice no PA00084384 | 43° 15′ 46″ nord, 0° 44′ 00″ ouest |       |
| Amphithéâtre des Trois Gaules                                         | 1er arrondissement          | Rhône                   | Auvergne-Rhône-Alpes       | classé     | « PA00117781 », notice no PA00117781 | 45° 46′ 14″ nord, 4° 49′ 50″ est   |       |
| Église Saint-Cyr-et-Sainte-Julitte de Bissy-la-Mâconnaise             | Bissy-la-Mâconnaise         | Saône-et-Loire          | Bourgogne-Franche-Comté    | classé     | « PA00113116 », notice no PA00113116 | 46° 28′ 51″ nord, 4° 47′ 16″ est   |       |
| Moulin à vent de Charnailles                                          | Jambles                     | Saône-et-Loire          | Bourgogne-Franche-Comté    | inscrit    | « PA00113302 », notice no PA00113302 | 46° 46′ 23″ nord, 4° 42′ 47″ est   |       |
| Sanctuaire de Mars Mullo                                              | Allonnes                    | Sarthe                  | Pays de la Loire           | classé     | « PA00109658 », notice no PA00109658 | 47° 58′ 07″ nord, 0° 09′ 59″ est   |       |
| Château de Noyen-sur-Seine                                            | Noyen-sur-Seine             | Seine-et-Marne          | Île-de-France              | inscrit    | « PA00087182 », notice no PA00087182 | 48° 27′ 15″ nord, 3° 21′ 11″ est   |       |
| Maison Brayé                                                          | Bosc-le-Hard                | Seine-Maritime          | Normandie                  | inscrit    | « PA00100576 », notice no PA00100576 | 50° 03′ 34″ nord, 1° 22′ 19″ est   |       |
| Musée national de l'Éducation                                         | Rouen                       | Seine-Maritime          | Normandie                  | classé     | « PA00100924 », notice no PA00100924 | 49° 26′ 27″ nord, 1° 06′ 06″ est   |       |
| Château de Saint-Ouen                                                 | Saint-Ouen-sur-Seine        | Seine-Saint-Denis       | Île-de-France              | inscrit    | « PA00079960 », notice no PA00079960 | 48° 55′ 00″ nord, 2° 19′ 46″ est   |       |
| Moulin du Belcan (Naours)                                             | Naours                      | Somme                   | Hauts-de-France            | inscrit    | « PA00116209 », notice no PA00116209 | 50° 02′ 06″ nord, 2° 16′ 56″ est   |       |
| Château de Campan                                                     | Anglès                      | Tarn                    | Occitanie                  | inscrit    | « PA00095486 », notice no PA00095486 | 43° 28′ 37″ nord, 2° 36′ 38″ est   |       |
| Château de Meyragues                                                  | Castelnau-de-Montmiral      | Tarn                    | Occitanie                  | inscrit    | « PA00095501 », notice no PA00095501 | 43° 58′ 36″ nord, 1° 51′ 00″ est   |       |
| Couvent des Dominicaines                                              | Fréjus                      | Var                     | Provence-Alpes-Côte d'Azur | inscrit    | « PA00081610 », notice no PA00081610 | 43° 25′ 55″ nord, 6° 44′ 08″ est   |       |
| Église Notre-Dame-de-Beaulieu de Cucuron                              | Cucuron                     | Vaucluse                | Provence-Alpes-Côte d'Azur | classé     | « PA00082035 », notice no PA00082035 | 43° 46′ 21″ nord, 5° 26′ 27″ est   |       |
| Maison Renaissance de L'Isle-sur-la-Sorgue                            | L'Isle-sur-la-Sorgue        | Vaucluse                | Provence-Alpes-Côte d'Azur | inscrit    | « PA00082056 », notice no PA00082056 | 43° 55′ 08″ nord, 5° 03′ 05″ est   |       |
| Croix de Boët                                                         | Pernes-les-Fontaines        | Vaucluse                | Provence-Alpes-Côte d'Azur | classé     | « PA00082112 », notice no PA00082112 | 44° 00′ 05″ nord, 5° 03′ 29″ est   |       |
| Château de Breteuil                                                   | Choisel                     | Yvelines                | Île-de-France              | inscrit    | « PA00087406 », notice no PA00087406 | 48° 40′ 49″ nord, 2° 01′ 23″ est   |       |
| Château de Plaisir                                                    | Plaisir                     | Yvelines                | Île-de-France              | classé     | « PA00087565 », notice no PA00087565 | 48° 48′ 53″ nord, 1° 57′ 11″ est   |       |